# Амерички психо 2
Амерички психо 2 (енгл. American Psycho 2), такође познат као Амерички психо 2: Права Американка (енгл. American Psycho II: All American Girl), амерички је хорор филм из 2002. године, у режији Моргана Џ. Фримана. Самостални је наставак филма Амерички психо (2000). Мила Кунис глуми Рејчел Њуман, студенткињу криминологије коју је привлаче убиства. Вилијам Шатнер је у улози њеног професора.
Филм је адаптиран према сценарију под називом Девојка која није желела да умре, а првобитно је замишљен као трилер неповезан са филмом Амерички психо. Тек када је почела продукција, сценарио филма је измењен да би укључио подзаплет Патрика Бејтмана.

## Радња
Рејчел Њуман је једина побегла од убице из првог филма, Патрика Бејтмена. Откако је за длаку избегла смрт, Рејчел је постала болесно опседнута серијским убицама и њиховом психом. Када се некадашњи агент ФБИ, Роберт Старкман, који је првобитно водио Бејтменов случај, запосли као професор и почне да предаје на Рејчелином колеџу, он се нада да ће му то пружити потребни предах од стреса проузрокованог убиствима и насилним кривичним случајевима. Нажалост, Рејчел се опасно заљубљује у професора Старкмана и одлучује да, по сваку цену, постане његова асистенткиња. Сада је Рејчел серијски убица који убија свакога за кога помисли да јој се нашао на путу до њеног потенцијалног посла. Неко мора да схвати њену тајну пре него што она поново убије.

## Улоге
| Глумац            | Улога              |
| ----------------- | ------------------ |
| Мила Кунис        | Рејчел Њуман       |
| Вилијам Шатнер    | Роберт Старкман    |
| Герент Вин Дејвис | Ерик Данијелс      |
| Робин Дан         | Брајан Лидс        |
| Линди Бут         | Касандра Блер      |
| Чарлс Офисер      | Кит Лосон          |
| Мајкл Кремко      | Патрик Бејтман     |
| Ким Поарје        | Барбара Браун      |
| Ким Шрејнер       | Елизабет Макгвајер |
| Шошана Сперлинг   | Гертруда Флек      |
| Лин Дерагон       | госпођа Њуман      |
| Филип Вилијамс    | господин Њуман     |
| Кеј Хотри         | госпођа Данијелс   |